# Aeroportul Oristano-Fenosu
Aeroportul Oristano-Fenosu (IATA: FNU, ICAO: LIER) este un aeroport din Oristano, Provincia Oristano, Sardinia, Italia ce deservește zona Oristano. A fost deschis în 1930 și numit după zona deservită.
Situat la o altitudine de 11 m, aeroportul dispune de 1 pistă.

## Infrastructură

### Piste
Aeroportul dispune de o singură pistă. Pista are orientarea 14/32. 